# شاهن شاهینیان (نوازنده ویولن)
شاهن هاکوبی شاهینیان (ارمنی: Շահեն Հակոբի Շահինյան؛  ۵ نوامبر ۱۹۶۳) یک نوازنده ویولن اهل ارمنستان است. وی از سال میلادی تاکنون مشغول فعالیت بوده است. وی از تاریخ ۲۰۱۱ تا تاریخ ۲۰۱۸ ریاست کنسرواتوار دولتی کومیتاس ایروان را برعهده داشت.

## زندگی‌نامه
وی در ۵ نوامبر ۱۹۶۳ در ایروان به دنیا آمد و از مدرسه موسیقی چایکوفسکی ایروان و کنسرواتوار دولتی کومیتاس ایروان فارغ‌التحصیل شد. وی در کنسرواتوار دولتی کومیتاس ایروان فعالیت کرده است. وی همچنین برندهٔ جوایزی همچون چهره هنری شایسته جمهوری ارمنستان (۲۰۱۶) شده است.